# جعر (روستا)
جعر روستایی در غرب مرکزی یمن و در استان صنعا می‌باشد.

## منبع
مشارکت‌کنندگان ویکی‌پدیا. «Al-Ja`R». در دانشنامهٔ ویکی‌پدیای انگلیسی، بازبینی‌شده در ۱۹ فروردین ۱۳۹۰.